# Cyrtosperma giganteum
Cyrtosperma giganteum är en kallaväxtart som beskrevs av Adolf Engler. Cyrtosperma giganteum ingår i släktet Cyrtosperma och familjen kallaväxter. Inga underarter finns listade.